# Thompson Oliha
Thompson Oliha (Benin City, 1968. október 4. – Ilorin, 2013. június 30.) válogatott nigériai labdarúgó, középpályás.

## Pályafutása

### Klubcsapatban
1985 és 1987 között a Bendel Insurance, majd 1988 és 1991 között a Iwuanyanwu Nationale csapatában játszott. 1992 és 1994 között az elefántcsontparti Africa Sports együttesében szerepelt. Az 1994–95-ös idényben az izraeli Makkabi Ironi Asdód, az 1995–96-is idényben a török Antalyaspor labdarúgója volt. Pályafutását 27 évesen egy súlyos térdsérülés miatt kell befejeznie.

### A válogatottban
1988 és 1994 között 31 alkalommal szerepelt a nigériai válogatottban és két gólt szerzett. Részt vett az 1994-es labdarúgó-világbajnokságon.

## Sikerei, díjai
Nigéria
- Afrikai nemzetek kupája
  - győztes: 1994, Tunézia
  - bronzérmes: 1992, Szenegál

 Iwuanyanwu Nationale
- Nigériai bajnokság (Liga Premier de Nigeria)
  - bajnok: 1988, 1989, 1990
- Nigériai kupa (Copa de Nigeria)
  - győztes: 1988